# Stejnoměrně spojitá funkce

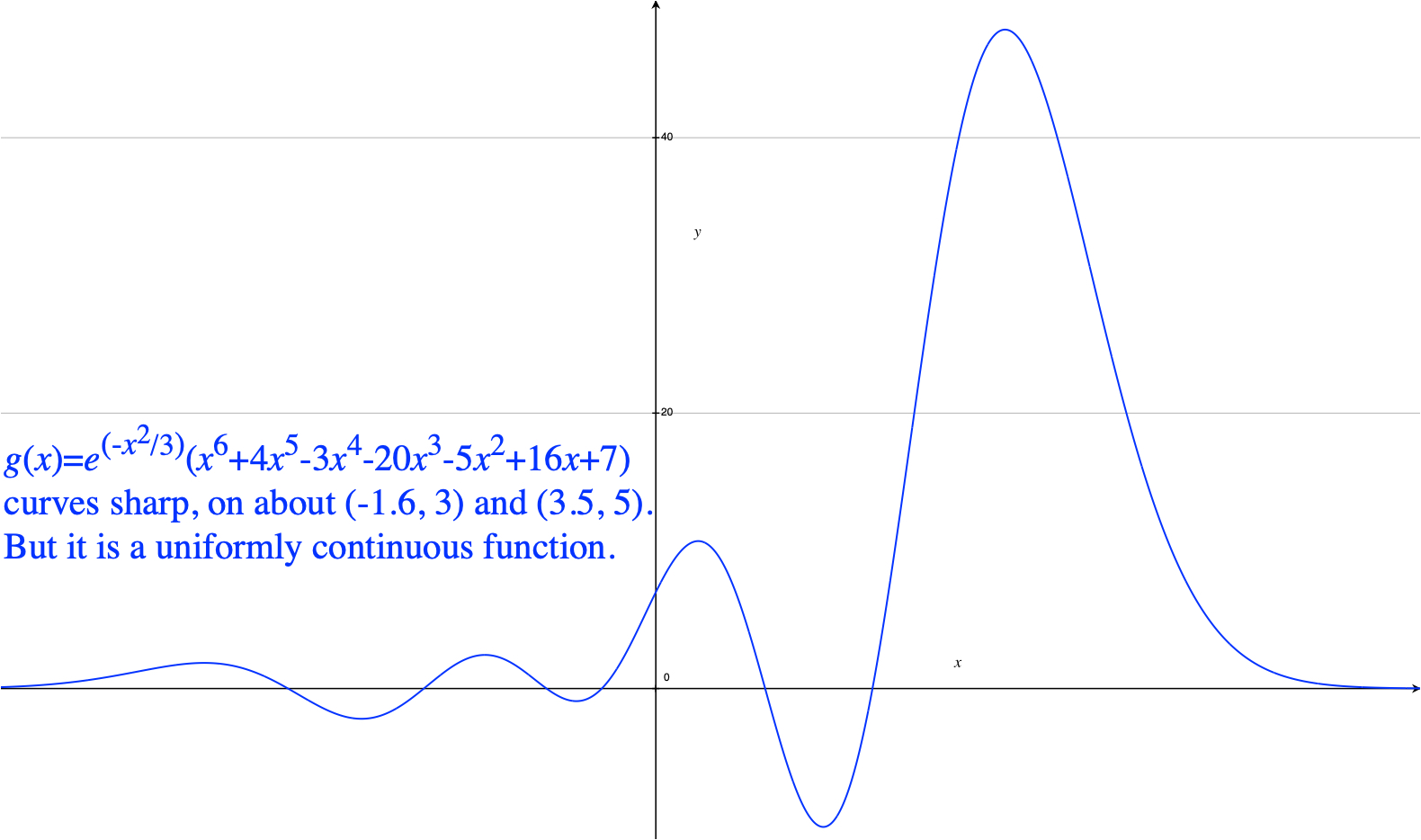
Graf stejnoměrně spojité funkce

Stejnoměrná spojitost funkce je pojem matematické analýzy, který dále zesiluje spojitost funkce. O funkci ƒ lze říci, že je stejnoměrně spojitá, pokud obrazy ƒ(x) a ƒ(y) sobě dostatečně blízkých bodů x a y jsou si také blízko a tato vlastnost nezávisí na volbě x a y, ale pouze na jejich (dostatečně malé) vzdálenosti.

## Definice
Nechť {\displaystyle ({\mathcal {X}},\rho )} a {\displaystyle ({\mathcal {Y}},\sigma )} jsou metrické prostory. Funkci ƒ : X → Y nazveme stejnoměrně spojitou, pokud {\displaystyle \forall \varepsilon \ \exists \delta } tak, že {\displaystyle \forall x,y\in X:\rho (x,y)<\delta } platí {\displaystyle \sigma (f(x),f(y))<\epsilon }
Pokud X a Y jsou podmnožiny reálných čísel se standardní euklidovskou metrikou, můžeme říci, že funkce ƒ : X → Y je stejnoměrně spojitá, pokud {\displaystyle \forall \varepsilon \ \exists \delta } tak, že {\displaystyle \forall x,y\in X:|x-y|<\delta } platí {\displaystyle |f(x)-f(y)|<\varepsilon }
Povšimněme si rozdílů oproti definici jen spojité funkce, konkrétně pořadí kvantifikátorů, u stejnoměrně spojité funkce hodnota {\displaystyle \delta } závisí pouze na velikosti {\displaystyle \epsilon }, a nikoli na bodu x.

### Definice využívající posloupnosti
Stejnoměrnou spojitost reálné funkce můžeme definovat i pomocí posloupností.
Nechť A je podmnožinou Rn, {\displaystyle n\in \mathbb {N} }. Funkce ƒ : A → Rm, {\displaystyle m\in \mathbb {N} } je stejnoměrně spojitá, pokud pro každou dvojici reálných posloupností xn a yn splňujících:
{\displaystyle \lim _{n\to \infty }|x_{n}-y_{n}|=0\,}
platí:
{\displaystyle \lim _{n\to \infty }|f(x_{n})-f(y_{n})|=0.\,}

## Příklady
- Funkce x {\displaystyle \scriptstyle \mapsto kx,\ k\in \mathbb {R} } je stejnoměrně spojitá na celé reálné ose.
- Exponenciální funkce x {\displaystyle \scriptstyle \mapsto \,} ex je spojitá na celé reálné ose, ale není na ní stejnoměrně spojitá.
- Nechť {\displaystyle ({\mathcal {X}},\rho )} je metrický prostor. Pak {\displaystyle \rho :X\times X\to \mathbb {R} } je stejnoměrně spojitá funkce.

## Vlastnosti
- Spojitost funkce je lokální vlastnost funkce; zkoumáme, zda funkce je, či není spojitá v každém jednotlivém bodě. Pokud řekneme, že funkce je spojitá na intervalu, pak tím myslíme, že je spojitá v každém bodě tohoto intervalu. Oproti tomu stejnoměrná spojitost je vlastnost globální.
- Každá stejnoměrně spojitá funkce je spojitá.
- Spojitá funkce na kompaktu je stejnoměrně spojitá. Speciálně každá spojitá funkce na omezeném uzavřeném intervalu je stejnoměrně spojitá.
- Lipschitzovská funkce je stejnoměrně spojitá.
- Pokud je reálná funkce {\displaystyle f} spojitá na intervalu {\displaystyle [0,\infty )} a existuje vlastní {\displaystyle \lim _{x\to \infty }f(x)}, pak je funkce stejnoměrně spojitá na {\displaystyle [0,\infty )}.
- Složení dvou stejnoměrně spojitých funkcí je stejnoměrně spojité.